# Charlotte's Web 2: Wilbur's Great Adventure
Charlotte's Web 2: Wilbur's Great Adventure (titulada: La telaraña de Charlotte 2: La gran aventura de Wilbur en Hispanoamérica y La telaraña de Carlota 2: La gran aventura de Wilbur en España), es una película animada lanzada directamente para vídeo en los Estados Unidos el 18 de marzo de 2003. Es la secuela de la película de 1973 Charlotte's Web. La película fue producido en conjunto de Paramount Pictures, Universal Pictures (el logotipo se ve en la prensa mundial), Universal Cartoon Studios (el logo que se ve en la versión internacional) y Nickelodeon, dirigida por Mario Piluso, y distribuido por Paramount Home Entertainment en los Estados Unidos y Universal Studios Home Entertainment no exterior.

## Argumento
La película gira en torno a Wilbur, que vive en una granja y tiene que hacerse cargo de tres jóvenes arañas, que fueron las hijas de la araña Charlotte, quien murió en la primera película, y debe evitar que el nuevo amigo, una oveja negra llamada Cardigan, para ser comidos por un zorro malvado llamado Farley.

## Recepción
La continuación fue ampliamente criticada. En TV Guide se dijo que en la película no se captura el corazón y el espíritu del original y también criticó a la animación (a la cual se refirió como "pobre". Mike Long de DVD Talk también dice que la animación es mediocre semejaba ser una caricatura de sábado por la mañana.